# Jos De Meyer
Jos De Meyer (Aalter, 15 maart 1950) is een Belgisch politicus voor de CD&V.

## Levensloop
De Meyer doorliep zijn humaniora in de Broederschool te Sint-Niklaas. Vervolgens studeerde hij in 1973 af als licentiaat in de rechten aan de Katholieke Universiteit Leuven, hierop aansluitend was hij een jaar advocaat. Van 1974 tot 1979 was hij nationaal voorzitter van de Katholieke Landelijke Jeugd. Aansluitend en tot zijn verkiezing als senator was hij directeur van een school voor technisch secundair onderwijs, het Technisch Instituut Sint-Isidorus te Sint-Niklaas. Ondertussen voltooide De Meyer in 1977 cursussen landbouweconomie, -boekhouding en -financiering en in 1978 een aggregaat voor hoger secundair onderwijs en niet-universitair hoger onderwijs aan de KU Leuven.
Na de verkiezingen van november 1991 zetelde hij tot in mei 1995 als rechtstreeks verkozen senator voor het arrondissement Dendermonde-Sint-Niklaas in de Senaat, waar hij zetelde in de commissies Landbouw en Middenstand en Volksgezondheid en Leefmilieu. In de periode januari 1992-mei 1995 had hij als gevolg van het toen bestaande dubbelmandaat ook zitting in de Vlaamse Raad, de voorloper van het huidige Vlaams Parlement. Hier zetelde De Meyer in de commissie Onderwijs, Vorming en Wetenschapsbeleid.
Bij de eerste rechtstreekse verkiezingen voor het Vlaams Parlement van 21 mei 1995 werd De Meyer verkozen in de kieskring Sint-Niklaas-Dendermonde. Ook na de volgende Vlaamse verkiezingen van 13 juni 1999, 13 juni 2004, 7 juni 2009 en 25 mei 2014 bleef hij Vlaams volksvertegenwoordiger. Van juli 2009 tot mei 2014 maakte hij als vijfde ondervoorzitter deel uit van het Bureau (dagelijks bestuur) van het Vlaams Parlement. Na de verkiezingen van 25 mei 2014 was hij tussen juni en september 2014 korte tijd eerste ondervoorzitter van het Vlaams Parlement. Als Vlaams Parlementslid specialiseerde hij zich in landbouw en onderwijs met aandacht voor de streekdossiers van Waas en Dender. Van 2009 tot 2019 was hij voorzitter van de commissie Landbouw, Visserij en Plattelandsbeleid. Op 22 mei 2013 werd Jos De Meyer in de plenaire vergadering van het Vlaams Parlement gehuldigd voor zijn 20 jaar parlementair mandaat. Hij besloot niet meer op te komen bij de verkiezingen van mei 2019 en trok zich zo terug uit de nationale politiek.
 Sinds 15 juli 2019 mag hij zich ereondervoorzitter van het Vlaams Parlement noemen. Die eretitel werd hem toegekend door het Bureau (dagelijks bestuur) van deze assemblee.
Sinds januari 1989 is hij onafgebroken gemeenteraadslid in zijn woonplaats Sint-Niklaas. Vanaf januari 1995 was hij er ook schepen, bevoegd voor landbouw, plattelandsbeleid en stadsgebouwen. Op 13 juni 2004 legde De Meyer zijn schepenambt neer. Na de gemeenteraadsverkiezingen van oktober 2006 trad hij opnieuw toe tot het schepencollege als schepen van middenstand, toerisme en landbouw. Bij zijn herverkiezing tot Vlaams Parlementslid liet hij zich wegens verhindering vanaf juli 2009 vervangen in zijn schepenambt.
In 1999 werd De Meyer ridder in de Leopoldsorde. In 2009 werd hij officier in de Leopoldsorde, in 2019 commandeur in de Leopoldsorde. 
De Meyer is weduwnaar en vader van vier kinderen. Hij heeft acht kleinkinderen.